# 리옹에 도착한 사진학회
《리옹에 도착한 사진학회》(Le Débarquement du Congrès de photographie à Lyon)는 1895년 프랑스의 단편 무성영화로, 루이 뤼미에르가 제작하였다.

## 상세
뤼미에르 형제가 초창기에 찍었던 여느 영화와 마찬가지로, 영사기와 촬영기를 겸한 시네마토그래프로 촬영하였으며, 35mm 필름에 화면비는 1.33:1로 제작되었다. 1895년 12월 28일 프랑스 파리의 카푸신 대로 14번지 그랑 카페에서 뤼미에르 형제가 처음으로 선보인 시네마토그래프 유료 상영회에서 선보였던 단편 영화 10편 중 하나이기도 하다. 하지만 이 작품은 그에 앞서 개인 상영회로도 선보인 영상이며, 1895년 6월 12일에 처음 공개된 것으로 기록되어 있다.
영상에는 강변을 배경으로 배에서 하역하는 사람들의 모습이 담겼다. 남녀 가릴 것 없이 하나씩 삼각대, 카메라, 박스 따위의 사진 장비를 옮기고 있는데 이들은 사진학회 소속 사진가들이다. 자신이 촬영되고 있다는 것을 인지했는지 어떤 사람은 카메라 쪽으로 모자를 흔들어 보이기도 하고, 그저 촬영하는 사람을 보고 지나가는 사람들도 있다. 뤼미에르가 새로 개발한 시네마토그래프의 모습이 신기했는지 대단한 시선을 끌고 있는 모습인데, 소형카메라를 들고 있던 어떤 남성은 시네마토그래프를 찍고 지나가기도 한다.
이 영화는 프랑스 론주의 뇌빌쉬르손에서 촬영되었으며, 루이 뤼미에르 본인과 피에르 장센이 직접 출연하는 것으로도 유명하다. 뤼미에르의 모든 작품과 마찬가지로 촬영된 지 100년이 넘은 영화인 만큼 퍼블릭 도메인으로 저작권이 소멸되었기에 유튜브 등지의 인터넷상에서 감상할 수 있다.